# Alikiba
Alikiba, pseudonimo di Ali Saleh Kiba (Kigoma, 29 novembre 1986), è un cantante tanzaniano.

## Biografia
Alikiba ha vinto i suoi primi due Tanzania Music Awards nel 2012 con i brani Dushelele e Nai nai. Ne ha vinti altri sei nell'edizione del 2015, anno in cui si è portato a casa il titolo di artista dell'anno e artista maschile dell'anno. È stato candidato per due riconoscimenti agli MTV Africa Music Awards del 2016, anno in cui è stato dichiarato come il vincitore dell'MTV Europe Music Award al miglior artista africano alla gala tenutasi nei Paesi Bassi.
Nell'ottobre 2021 viene pubblicato il suo terzo album in studio, dal titolo Only One King, nonché disco successore degli LP Cinderella (2006) e Ali K 4Real (2009).

## Discografia

### Album in studio
- 2006 – Cinderella
- 2009 – Ali K 4Real
- 2021 – Only One King

### EP
- 2024 – Starter

### Singoli
- 2010 – Nafsi inateseka (con Bob Junior)
- 2011 – Mapenzi run dunia
- 2012 – Sister duu (feat. Cabo Snoop)
- 2012 – My Everything
- 2013 – Single Boy (feat. Lady Jaydee)
- 2014 – Mwana
- 2014 – Kimasomaso
- 2015 – Wife wa dunia
- 2015 – Pita mbele (con AbduKiba)
- 2016 – Lupela
- 2016 – Aje
- 2016 – Nisamehe (con Barakah the Prince)
- 2016 – Jike shupa (con Nuh Mziwanda)
- 2017 – Seduce Me
- 2017 – Maumivu per day
- 2018 – Hela
- 2018 – Kadogo
- 2019 – Number 1
- 2019 – Rockstar (con Ommy Dimpoz e Cheed)
- 2019 – Mbio
- 2019 – Nitazimia (con Sal)
- 2019 – Mshumaa
- 2019 – Nagharamia (con Christian Bella)
- 2019 – Mvumo wa radi
- 2019 – Gubu (feat. Killy)
- 2019 – Chaku (feat. Christian Bella)
- 2020 – Dodo
- 2020 – Omukwano (con Tommy Flavour)
- 2020 – So Hot
- 2020 – Kajiandae (con Ommy Dimpoz)
- 2020 – Far Away (feat. Chidi Beenz)
- 2020 – Mediocre
- 2020 – Dushelele
- 2020 – Why
- 2020 – Mali yangu
- 2020 – Feel Free
- 2020 – Hadithi (feat. Mr Mim)
- 2020 – Si mzima (feat. Abbyskills & Ude Ude)
- 2020 – Chu chu chu
- 2020 – Karim
- 2021 – Nakupenda (feat. DJ Sbu)
- 2021 – Infidèle
- 2021 – Mbio
- 2021 – Wosia wa magufuli
- 2021 – Ndombolo (feat. AbduKiba, K2ga & Tommy Flavour)
- 2021 – Salute (feat. Rudeboy)
- 2021 – Jealous (feat. Mayorkun)
- 2022 – Mama
- 2022 – Tile
- 2022 – Asali
- 2023 – Mahaba
- 2023 – On Fire
- 2023 – Sumu (feat. Marioo)
- 2023 – Mnyama
- 2023 – Huku (con Tommy Flavour)
- 2023 – Yalaiti (feat. Sabah Salum)
- 2023 – Aló
- 2024 – Uaminifu (con Bonge La Nyau)
- 2024 – Huku (con Tommy Flavour e Inyanya)
- 2024 – Fallen Angel (feat. Billnass)
- 2024 – Back to the 90s (con Young Niggaz e Ice Luckys)
- 2024 – Wajua (feat. Queen Darleen)
- 2025 – Tunatamba nae (Samia)
- 2025 – Bébé (con Kevin Kade)